# Daniel de Erie
Obispo Daniel (en ruso: Епископ Даниил; nacido como Dmitri Borísovich Aleksándrov, en cirílico: Дмитрий Борисович Александров; 15 de septiembre de 1930 - 26 de abril de 2010), fue un Obispo de la Iglesia Ortodoxa Rusa en el Extranjero, el obispo auxiliar de Erie, vicario del Primer Jerarca para el cuidado de los Viejos Creyentes. Además de la ejecución de los deberes de los sacerdotes era conocido como el poeta, arquitecto, pintor de íconos y conocedor del canto Znamenny.

## Biografía
Nació el 15 de septiembre de 1930 en Odesa, en la familia de un soldado. En 1938, el padre de Dimitri Alexandrow fue arrestado por los Bolcheviques y fusilado.
En 1944, durante la ocupación de Odesa por parte del ejército Rumano, se convirtió en cantor en su iglesia. Ese mismo año emigró con su madre a Rumanía, y más tarde se mudó a Austria
Después de la guerra vivió en un campo para Personas Desplazadas (DP) en Feldkirchen, más tarde se mudó a Ginebra, Suiza. En 1949 se mudó a los Estados Unidos.
En 1958 se graduó del Seminario Teológico de la Santísima Trinidaden de Jordanville, Nueva York.
Fue ordenado diácono el 1 de agosto de 1965, y fue ordenado sacerdote más tarde en el mismo año.
Entre 1973-1974 predicó entre los creyentes de Viejo-Rito en Sídney, Australia.
En 1979 fue elevado al rango de arcipreste.
El 14 de agosto de 1988 en la Catedral de Nuestra Señora de la Señal, Nueva York, fue consagrado obispo de Erie, Pensilvania, vicario de la diócesis de América Oriental y Nueva York de la ROCOR. A él se le encargó el cuidado de la comunidad de Viejo Rito-Viejo Creyente en comunión con la Iglesia Ortodoxa Rusa del Exterior.
El 18 de marzo de 1992, el sínodo de obispos de ROCOR eligió obispo Daniel controlar diócesis de Australia y Nueva Zelanda "con todos los poderes y prerrogativas del obispo gobernante". Cumplió esta obediencia hasta 1993.
En la mañana del lunes 26 de abril de 2010, a sus 79 años se durmió en el Señor.